# Isola Smyley
L'isola Smyley è un'isola antartica.

## Geografia
L'isola fa parte del territorio della Penisola Antartica, e in particolare della Terra di Palmer, trovandosi di fronte a un tratto della costa di quest'ultima noto come costa di English, poco a nord est della penisola Rydberg, da cui la separa l'insenatura di Carroll.
Completamente coperta di ghiaccio, lunga 68 km e larga da 14 a 38, l'isola ha una superficie di circa 1000 km² il che la colloca al 323º posto tra le isole più grandi del mondo.
Il Cile considera l'isola parte del Territorio antartico cileno, e del resto anche il Regno Unito la rivendica come parte del Territorio Antartico Britannico; tuttavia tutte le rivendicazioni sono state sospese in virtù del trattato Antartico.